# باد مان (فلم)
باد مان هو فيلم هندي كوميدي درامي الفيلم من إخراج وتأليف آر. بالكي، ويضم أكشاي كومار، سونام كابور ورادهيكا أبت في الأدوار القيادية. مستوحى من حياة الناشط الاجتماعي أروناتشالام موروغانانثام، رائد أعمال اجتماعي من تاميل نادو. تم إصدار باد مان في 9 فبراير 2018. الفيلم حقق 207.73 كرور روبية هندية (34 مليون دولار أمريكي) جميع أنحاء العالم، ليصبح نجاحًا تجاريًا نقديًا ومتوسطًا بالإضافة إلى عاشر فيلم بوليوود الأكثر ربحًا لعام 2018 في موسم 66 جوائز الأفلام الوطنية، تلقى باد مان جائزة أفضل فيلم عن قضايا اجتماعية أخرى. تم الإشادة بأداء كومار في الفيلم، حيث حصل على ترشيح أفضل ممثل في حفل توزيع جوائز فيلمفير رقم 64.

## القصة
تبدأ القصة بزواج لاكشميكانت «لاكشمي» شوهان (أكشاي كومار) وجاياتري (راديكا أبتي). يحب لاكشمي زوجته بشدة وسوف يفعل أي شيء من أجل راحتها وسعادتها. عندما يتم طرد غاياتري مؤقتًا من المنزل أثناء فترات الحيض، يعود متسللاً لرؤية زوجته سراً ولكن يتم الإمساك به. لصبح قلقًا بعد رؤية زوجته غاياتري تستخدم خرقة غير صحية خلال فترات حيضها. أخبرته غاياتري أنه لا ينبغي أن يتدخل في هذا الموضوع الأنثوي. لم يتوانى لاشمي عن شراء الفوط الصحية لزوجته، وهي مكلفة نوعًا ما. تأمره غاياتري بإعادتها، لأن استخدام مثل هذه المناديل المكلفة يعني قطع نفقات الحليب. وبعد ذلك ينزعج ويكتئب لاكشمي ثم يذهب إلى العمل، وفي العمل حيث يصاب عامل. ليقوم على الفور بوضع ضمادة على الإصابة، على الرغم من وصف الآخرين لها بـ «ملوثة». يشيد الطبيب بالتفكير السريع لـ لاكشمي ويقول إنه الخيار الأنظف لوقف النزيف. متحمسًا بهذه الفكرة، يشتري لاكشمي بعض القطن والقماش والغراء ويصنع ضمادة مؤقتة، يعتقد أنها بديل أفضل للفوطة المكلفة.
تستخدمه غاياتري لكن هذه الفوطة تفشل في وظيفتها وتطلب من لاكشمي عدم التدخل في شؤون المرأة مرة أخرى. يحاول لاكشمي مرة أخرى أن تصنع فوطة، وتعطيها لطالبة الطب، التي قررت مساعدته ولكن صديقاتها يمنعونها. ومما يزيد مشاكله وأن لقاءه بالطالبة يجعل زوجته تعتقد أنه على علاقة غرامية معها. يحاول لاكشمي إعطاء أخته فوط صحية مما يؤدي إلى الإحراج أمام أهل زوجها. بعد ذلك، يجربها على نفسه من خلال وضع بالون مليء بدم الماعز، مما يؤدي إلى نزول الدم على سرواله في الأماكن العامة، مما يؤدي إلى الإذلال. يتسبب هذا الفعل في وصفه بأنه «رجل فاسد الأخلاق» من قبل القرية بأكملها. يأخذها أشقاء غاياتري بعيدًا وتقرر لاكشمي المغادرة، متعهدة بمحاربة المحرمات المحيطة بالحيض.
بعد معرفة أن الفوط الصحية تستخدم ألياف السليلوز الأكثر امتصاصًا بدلاً من القطن، يذهب لاكشمي إلى الكلية لاكتساب المعرفة حول المواد المستخدمة في الفوط الصحية.وهو في حاجة إلى المال والمأوى، يعمل كخادم في منزل أستاذ. يعرّفه ابن الأستاذ على الإنترنت ويساعده في الحصول على المعلومات. يشعر الأستاذ بالحيرة من تصرفات لاكشمي ويعرض له مقاطع فيديو لآلات صنع الوسادة تبلغ قيمتها الملايين لإفشال أفكاره.ولكن كان لها تأثير معاكس: لقد استوحى لاكشمي من هذا لصنع آلة صنع الفوط الخاصة به. يقترض المال ويتمكن من صنع فوطة جيدة ولكن ليس لديه من يختبره. انتهى به الأمر بمقابلة باري واليا (سونام كابور)، وهي امرأة حديثة ومتعلمة من المدينة، وقدم لها الفوطة. عندما يطلب التغذية الراجعة، تقول إنها مثل أي فوطة عادية. ليفرح لاكشمي بذلك وأتصل بغاياتري لإطلاعها على الأخبار. تنزعج غاياتري من هوسه بالحيض، ويحذره شقيقها من الابتعاد.
يرى باري إمكانات لاكشمي ويدعوه إلى معرض للابتكار في دلهي. تم التعرف على اختراع لاكشمي على أنه «أفضل ابتكار يغير الحياة في العام» وقد اشتهر به، لكن القرويين، بعد إدراكهم لطبيعة اختراعه، أهانوه. يساعد باري أن لاكشمي المكتئب في بيع فوطه لنساء ريفيات، اللائي انضممن إليه لاحقًا في مشروعه. يسافر لاكشمي وباري من قرية إلى أخرى، لتصنيع آلات منخفضة التكلفة لتصنيع الفوط، وإنشاء مصانع صغيرة لصنع الفوط، وتزويد النساء الريفيات بالوظائف والفوط للبيع. تمت دعوته إلى نيويورك وإلقاء خطاب في اليونيسف. في الوطن، حصل على بادما شري. وتقع باري في حبه، مما يجعل لاكشمي متضاربًا لأنه لديه مشاعر تجاهها أيضًا. ومع ذلك، فإنها تراجع من أجل سعادته، حيث أخبرها لاكشمي أنها ساعدته في جعله رجلاً جديدًا. يعود لاكشمي لاستقباله في قريته. ينتهي الفيلم مع لم شمل لاكشمي وغاياتري أخيرًا، ووجد لاكشمي نجاحًا مستمرًا في مساعيه.

## الممثلين
- أكشاي كومار مثل لاكشمي كينت (بناءً على اروناتشالام موروجانانثام)
- سونام كابور في دور باري واليا
- راديكا أبتي بدور غاياتري شوهان
- جيوتي سوبهاش في دور سوبهدرا شوهان
- مرينمايي غودبول بدور سونالي شوهان
- بارول شوهان في دور جيوتي شوهان
- سمية فياس بدور أبها شوهان
- يوغيش شريكانت باندي في دور بابلو راجبوت
- أيه آر راما بدورهاريا راجفانش
- هيميكا بوز بدور سونالي كوماري
- مرودول ساتام في دور تينكو فارما
- ريفا بابير بدور آشا فارما
- راكيش شاتورفيدي في دور الأستاذ سانجيف شارما
- وهيب كاباديا بدور ماناس شارما
- راجيش تيواري في دور مقرض
- أورميلا ماهانتا بدور سافيتري مودي
- سونيل سينها في دور الأستاذ تيجاس واليا
- أميتاب باتشان بنفسه

## الإنتاج

### تطوير
الفيلم مأخوذ عن حياة أروناتشالام موروجانانثام، ناشط اجتماعي مقيم في تاميل نادو أحدث ثورة في مفهوم نظافة الدورة الشهرية في ريف الهند من خلال إنشاء آلة فوط صحية منخفضة التكلفة. تم تصور فيلم باد مان ليكون فيلم توعوي دون التركيز على الجوانب التجارية. كان جدول الأعمال الرئيسي للمنتجين هو الوصول إلى جمهور عريض لخلق الوعي والقضاء على الخرافات السائدة في الهند حول الفوط الصحية. كما هو الحال مع فيلم كومار السابق، مرحاض: إيك بريم كاتا ، كان يأمل في تثقيف الجماهير، نساءً ورجالًا، حول نظافة الدورة الشهرية والتوقف عن وصفها بأنها وصمة عار أو من المحرمات في المجتمع. علاوة على ذلك، كان نداءً إلى السياسيين لتوجيه انتباههم نحو الفوط الصحية وجعلها إلزامية عبر المؤسسات.
في نوفمبر 2017، أصبحت شركة سوني بيكتشيرز الموزع العالمي للفيلم.

### التصوير

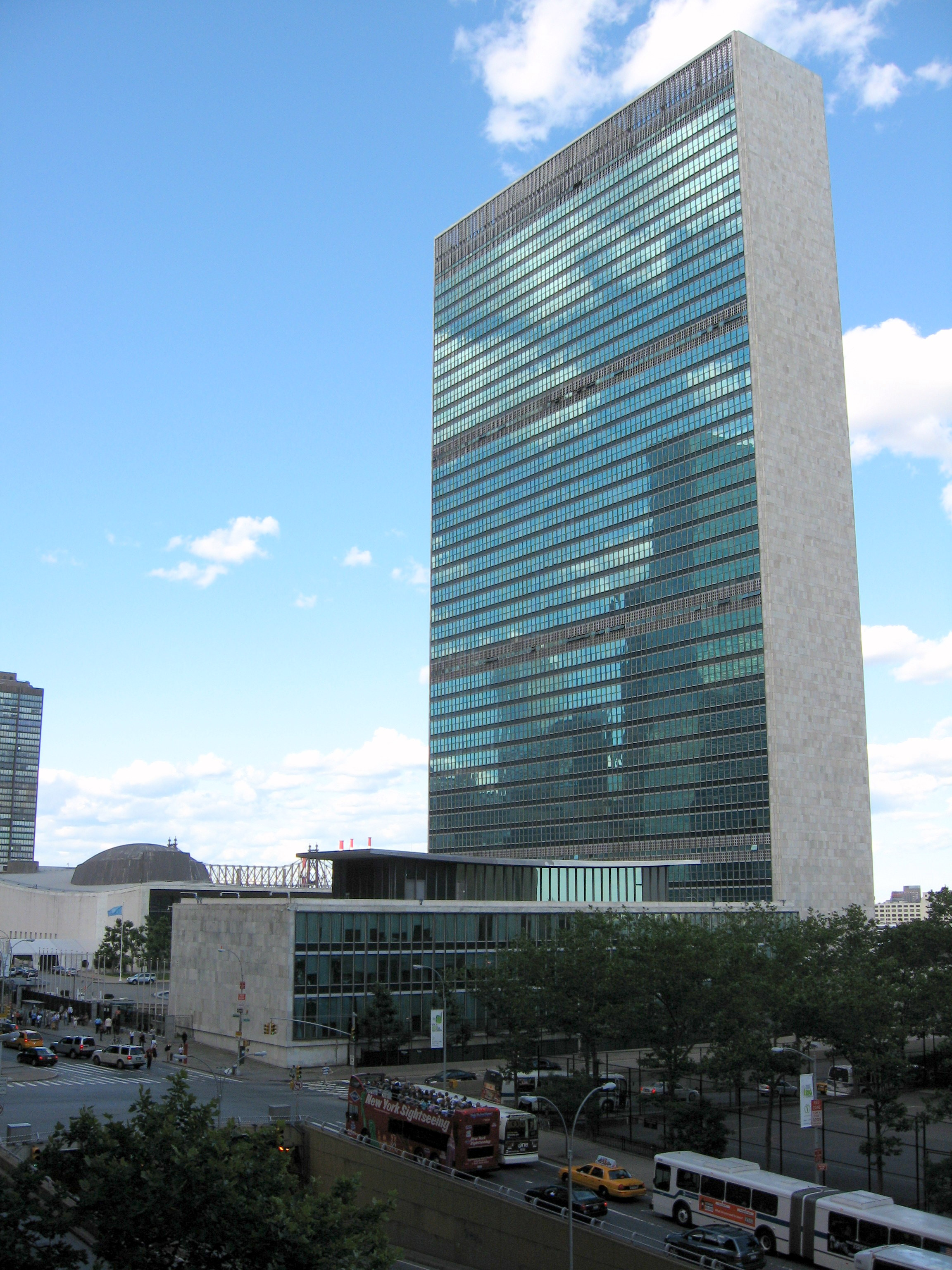
يعد فيلم باد مان هو ثاني فيلم بوليوود يتم منحه حق الوصول لتصوير الفيلم داخل مقر الأمم المتحدة في مدينة نيويورك ، بعد فيلم نصف صديقة في عام 2016.

بدأ ما قبل الإنتاج في مارس 2017،  وبدأ التصوير الرئيسي في 14 مارس. انتقل التصوير إلى دلهي في أبريل. عمل موروجانانثام بشكل وثيق مع آر. بالكي وأكشاي كومار في موقع التصوير في الهند، مع التأكد من دقة كل التفاصيل من الطريقة التي صنع بها ماكينته، إلى كيفية تشغيلها، وحتى وضعيته الخاصة.
تم تصوير غالبية الفيلم في بلدة ماهيشوار الصغيرة بجانب نهر نارمادا في ماديا براديش. بعد انتهاء التصوير في الهند، سافر الفريق إلى مدينة نيويورك حيث تم تصوير مشاهد محورية في جسر بروكلين، في تايمز سكوير، وفي جاز في لينكولن سنتر،  وكذلك في مقر الأمم المتحدة. إنه فيلم بوليوود الثاني الذي يتم تصويره في الموقع بعد فيلم نصف صديقة ؛ كان فيلم هوليوود ذا إنتربريتر أول فيلم يتم تصويره هناك.

## أطلاق عرض الفيلم
كان من المقرر إطلاق الفيلم في 13 أبريل 2018،  ولكن تم نقله لاحقًا إلى 26 يناير. ومع ذلك، في 19 يناير، تم الإعلان عن تأجيل الفيلم إلى 9 فبراير 2018 لتجنب الاصطدام مع بادمافاتي للمخرج سانجاي ليلا بهنسالي. فيما يتعلق بالصراع المحتمل في شباك التذاكر مع أياري الذي كان من المقرر إطلاقه في نفس اليوم، استنكرأكشاي كومار التوتر قائلاً إنه من غير المحتمل لأن كلا الفيلمين لهما مواضيع وموضوعات مختلفة.
من المقرر إطلاق باد مان عبر 3350 شاشة في جميع أنحاء العالم؛ 2750 شاشة في الهند و 600 شاشة في الخارج. كونه فيلمًا متعلقًا بقضية اجتماعية، يخطط المنتج لعرض الفيلم في مدارس مختلفة في البلدات والمدن الأصغر بمساعدة مختلف الوزارات والحكومة.
في الصين، صدر في 14 ديسمبر 2018، بعنوان صيني (印度 合伙 人) ، والذي يُترجم إلى "الشريك الهندي". تم إصدار الفيلم في اليابان بواسطة سوني بيكتشرز انترتينمنت اليابان في 7 ديسمبر 2018، بعنوان (パ ッ ド マ ン 5 億 人 の 女性 を 救 っ た 男"  ، والتي تترجم إلى " باد مان: رجل أنقذ 500 مليون امرأة ".

### التسويق
تم إصدار المقطع الدعائي الأول في 15 ديسمبر 2017. بعد فترة وجيزة، بدأ المقطع الدعائي في الظهور على تويتر باستخدام علامة الهاشتاك (#PadManTrailer). أصبحت المشاهد التي يظهر فيها أكشاي كومار وهو يحاول عرضًا ارتداء منديل صحي وتسليمها لأخته موضوعًا شائعًا. صدر ملصق ثان في 25 ديسمبر يظهر أكشاي كومار يحمل القطن في يده مع كلمات مثل «مقاتل، عبقرية، ابتكار، رجل غير واقعي، لا عار، مشكلة حقيقية وعاطفة» مكتوبة في كل مكان. ووصفته صحيفة تايمز أوف إنديا بأنه «ملصق فريد».

### الجدل
تم حظر بادمان في الكويت وباكستان بسبب موضوعها الذي يدور حول المحرمات. رفض المجلس المركزي لمراقبي الأفلام الباكستاني منح شهادة عدم ممانعة للفيلم وقال: «لا يمكننا السماح بفيلم لم يعد اسمه وموضوعه وقصته مقبولة في مجتمعنا بعد» لقد منعوا موزعي الأفلام الباكستانيين آي أم جي سي وأتش كي سي من شراء حقوق الفيلم وصرحوا بأنهم «يدمرون التقاليد الإسلامية والتاريخ والثقافة». كما تمت إزالة ملصقات الأفلام من دور السينما المحلية. واحتجت بعض الباكستانيات على هذه القرارات بإرسال صور لهن يحملن الفوط الصحية إلى مجلس الرقابة.

## الإيرادات والتقييمات

### شباك التذاكر
| السوق (الأسواق)      | إجمالي الإيرادات       |
| -------------------- | ---------------------- |
| الهند                | 14.9 مليون دولار       |
| ما وراء البحار       | 15,617,101 مليون دولار |
| الصين                | 10.1 مليون دولار       |
| اليابان              | 681,876 ألف دولار      |
| مناطق أخرى           | 4.78 مليون دولار       |
| في جميع أنحاء العالم | 31.73 مليون دولار      |

خارج الهند، ظهر الفيلم لأول مرة في نفس الوقت مع ظهوره المحلي لأول مرة في 5 أسواق دولية والتي أنتجت حوالي 1 دولار أمريكي مليون دولار أمريكي لافتتاح عالمي بقيمة 8.9 دولار أمريكي مليون.
في الولايات المتحدة وكندا، بلغ مجموع أرباح الفيلم 760.000 دولار أمريكي بمتوسط 5000 دولار أمريكي لكل شاشة من 152 شاشة. لاحظت شركة سوني أن الفيلم ظهر لأول مرة فوق افتتاح فيلم تواليت: إك بريم كاتا ، والذي ظهر لأول مرة بمبلغ 678000 دولار أمريكي من 176 مسارح (3852 دولارًا أمريكيًا لكل مسرح).
في الصين، حيث صدر فيلم باد مان في 14 ديسمبر 2018، حقق الفيلم 5.2 مليون دولار في عطلة نهاية الأسبوع الافتتاحية، ودخلت قوائم شباك التذاكر في المركز الثالث، أسفل فيلم هوليوود أكوا مان وفيلم الأنمي الياباني جاري توتورو. اعتبارًا من 30 ديسمبر 2018، حقق فيلم باد مان 10.1 مليون دولار  في الصين.

### الأستقبال نقدي

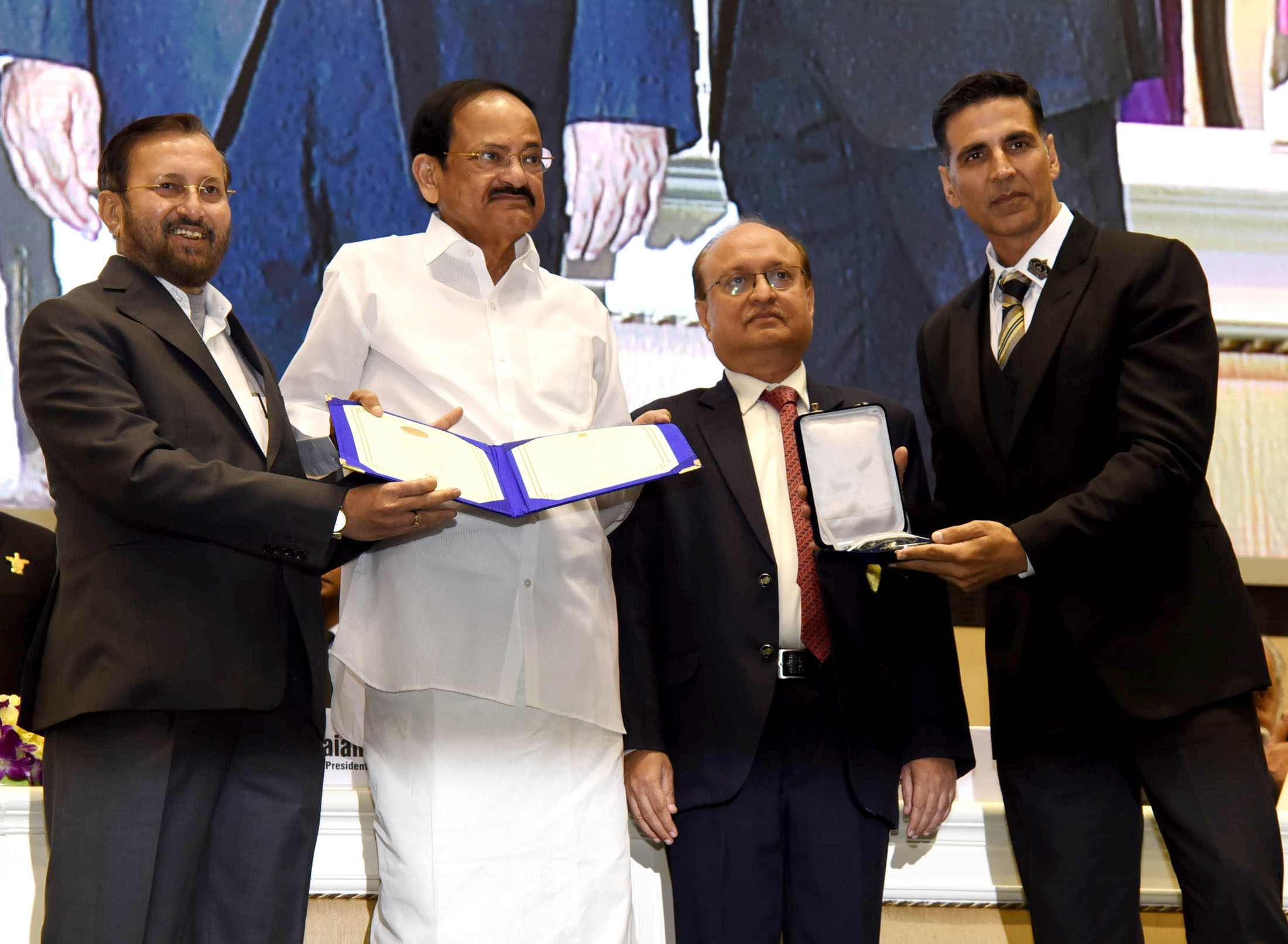
حصل كومار على جائزة الفيلم الوطني لأفضل فيلم عن القضايا الاجتماعية عن الفيلم في حفل توزيع جوائز الفيلم الوطني السادس والستين

على موقع تجميع التعليقات على موقع روتن توميتوز، حصل الفيلم على نسبة موافقة تبلغ 76 ٪ بناءً على 17 مراجعة، ومتوسط تقييم 6.22 / 10.

## جوائز وترشيحات
| تاريخ الحفل   | الجوائز                        | الفئة                            | المستلم (المستلمون) والمرشح (المرشحون) | النتيجة | المرجع. |
| ------------- | ------------------------------ | -------------------------------- | -------------------------------------- | ------- | ------- |
| 10 أغسطس 2018 | مهرجان الفيلم الهندي في ملبورن | أفضل فيلم                        | باد مان                                | ترشح    | [ 39 ]  |
| 10 أغسطس 2018 | مهرجان الفيلم الهندي في ملبورن | أفضل مخرج                        | ر. بلكي                                | فوز     | [ 39 ]  |
| 10 أغسطس 2018 | مهرجان الفيلم الهندي في ملبورن | أفضل ممثل                        | أكشاي كومار                            | فوز     | [ 39 ]  |
| 2019          | 66 جوائز السينما الوطنية       | أفضل فيلم عن قضايا اجتماعية أخرى | باد مان                                | فوز     | [ 40 ]  |

## تسجيل صوتي
قام بتأليف موسيقى الفيلم أميت تريفيدي بينما كتبها كوثر منير . تم إصدار أول أغنية فردية ، «آج حدسي تيري» ، والتي غناها أريجيت سينغ ، في 23 ديسمبر 2017 ، وتم إصدار الأغنية الفردية الثانية ، «أغنية باد مان» ، التي غناها ميكا سينغ ، في 30 ديسمبر 2017. تم إصدار موسيقى الفيلم رسميًا من قبل شركة زي ميوزيك في 18 يناير 2018.
| #  | عنوان           | المدة |
| -- | --------------- | ----- |
| 1. | "آج حدسي تيري"  | 5:12  |
| 2. | "أغنية باد مان" | 3:23  |
| 3. | "هو با هو"      | 3:36  |
| 4. | "سال سبان"      | 4:42  |
| 5. | "سياني"         | 4:10  |

## روابط خارجية
- مقالات تستعمل روابط فنية بلا صلة مع ويكي بيانات